# Obsjtina Bjala Slatina
Obsjtina Bjala Slatina (bulgariska: Община Бяла Слатина) är en kommun i Bulgarien.   Den ligger i regionen Vratsa, i den nordvästra delen av landet, 100 km nordost om huvudstaden Sofia. Antalet invånare är 12 289. Arean är 82 kvadratkilometer.
Obsjtina Bjala Slatina delas in i:
- Altimir
- Bukovets
- Bărdarski geran
- Bărkatjevo
- Vranjak
- Gabare
- Galitje
- Komarevo
- Popitsa
- Sokolare
- Tlatjene
- Tărnava
- Tărnak

Följande samhällen finns i Obsjtina Bjala Slatina:
- Bjala Slatina